# Gunnar Åhs
Gunnar Johan Åhs (Uppsala, 5 settembre 1915 – Johanneshov, 6 maggio 1994) è stato un bobbista svedese.

## Biografia
Prese parte con la Nazionale di bob della Svezia a due edizioni dei Giochi olimpici invernali con il bob a quattro, a Oslo 1952 (7º posto) e a Cortina d'Ampezzo 1956 (16º posto).
Viene ricordato come vincitore di una medaglia di bronzo nella sua disciplina, ottenuta ai campionati mondiali del 1961 (edizione tenutasi a Lake Placid, Stati Uniti d'America) insieme ai suoi connazionali Gunnar Garpö, Erik Wennerberg e Börje-Bengt Hedblom
Nell'edizione l'oro andò alla nazionale italiana e l'argento a quella statunitense.